# Victarion Greyjoy
Victarion Greyjoy es un personaje ficticio de la saga literaria Canción de hielo y fuego del escritor George R. R. Martin. Victarion es hermano de Balon Greyjoy, Señor de las Islas del Hierro, y es el Lord Capitán de la Flota del Hierro. En la saga es representado como un comandante severo y audaz y un guerrero experimentado. Cuenta con capítulos desde su punto de vista en las obras Festín de cuervos y Danza de dragones y ha sido confirmada su aparición en Vientos de invierno.
Al igual que con otros miembros de la Casa Greyjoy, el personaje no ha sido trasladado a la adaptación televisiva de la obra, Game of Thrones, donde su aparición ha sido omitida.

## Concepción y diseño
Victarion es representado como un comandante severo y carismático. Es descrito en la obra como un guerrero nato: hábil en la lucha, amante de la violencia, duro e implacable. Victarion es uno de los hombres más respetados entre los Hombres del Hierro, no solo por su reputación sino por su habilidad y experiencia. Pero es también simple, impaciente y poco flexible en sus pensamientos y en su lógica, lo que hace de él un bruto (en palabras del autor de las novelas). En las batallas en alta mar porta siempre una pesada armadura, pues no teme morir ahogado (según explica él mismo) a causa de su profunda fe en el Dios Ahogado, divinidad principal de las Islas del Hierro. Como hombre religioso, realiza continuas ofrendas y sacrificios a su dios, en los que muestra en ocasiones una fría crueldad, creyendo sinceramente que está "honrando" a sus inocentes víctimas humanas. Hombre de honor, muestra respeto por sus enemigos si estos se muestran valientes, como fue el caso de Ser Talbert Serry, contra quien lucha en Festín de Cuervos. Por los mismos motivos, deplora la violencia gratuita ejercida contra los vencidos (la que practica su hermano Euron), pero no muestra misericordia alguna con gente que no le merece respeto, como los mercaderes de esclavos cuyos barcos captura en Danza de Dragones.

### Antes de la saga
Victarion fue el tercer hijo de Lord Quellon Greyjoy, Lord Segador de Pyke y Señor de las Islas del Hierro. Combatió en la Rebelión de Robert en las postrimerías del conflicto, cuando los Greyjoy se unieron a los rebeldes en los últimos momentos. Con el tiempo, Victarion se convirtió en Lord Capitán de la Flota de Hierro y sirvió lealmente a su hermano mayor Balon cuando se convirtió en Señor de las Islas del Hierro. Durante la Rebelión Greyjoy comandó la Flota de Hierro en su ataque sorpresa sobre Lannisport donde destruyó la flota de la Casa Lannister. Sin embargo, la Flota de Hierro es destruida por la Armada Real de Stannis Baratheon en Isla Bella, donde los rápidos y livianos barcoluengos no pudieron someter a las fuertes y aguerridas galeras de guerra. Tras el conflicto, Victarion siguió sirviendo como Lord Capitán.
En un determinado momento, su hermano Euron sedujo a la esposa de Victarion y la dejó embarazada. Para evitar el deshonor, Victarion asesinó a su esposa con sus propias manos al mismo tiempo que Balon exilió a Euron de las Islas del Hierro.

### Tormenta de espadas
Pese a no hacer aparición en este volumen, Victarion dirige la Flota de Hierro en su ataque hacia el Norte cuando Balon Greyjoy ordena su invasión. A Victarion se le encarga la toma de Foso Cailin, el bastión que separa el Norte de las tierras del sur. Ante el asalto sorpresa de los Hombres del Hierro, Foso Cailin cae en manos de Victarion.
Al enterarse de la muerte de Balon, Victarion abandona Foso Cailin, pero deja allí a su guarnición, y regresa a Pyke para tomar posesión del Trono de Piedramar.

### Festín de cuervos
Como hermano de Balon y comandante de la Flota de Hierro, Victarion presenta su propia candidatura al Trono de Piedramar. Pero como rivales a su reclamo encuentra a su hermano Euron, que ha regresado inesperadamente del exilio, y a su sobrina Asha. En la asamblea que se convoca, Victarion reclama continuar con la guerra contra el Norte; esta propuesta choca con la de Asha, que reclama abandonar la conquista del Norte afirmando que es un enorme territorio sin riquezas que nunca podrán controlar. Ambos consiguen muchos partidarios, pero es finalmente Euron quien consigue ser aclamado como rey, cuando propone conquistar Poniente dominando los dragones de Daenerys Targaryen con el Cuerno Dragón.
Pese al odio que siente por Euron, Victarion acepta el resultado de la asamablea y decide (aparentemente) mostrarle lealtad. Lidera la Flota de Hierro en el asalto contra las Islas Escudo, derrotando a la flota de las islas y matando a Ser Talbert Serry, heredero de la Casa Serry, en combate singular. Tras la conquista de las Islas Escudo, Victarion observa impotente cómo Euron le arrebata la lealtad de varios de sus hombres, otorgándoles tierras y títulos en las islas recién conquistadas.
Sin ser consciente, aparentemente, del odio que Victarion le tiene, Euron le encarga una importante misión: viajar a Meereen para llevarle a Daenerys Targaryen una oferta de matrimonio. El plan de Euron es llevar el Cuerno Dragón hacia Meereen, y ofrecerle a Daenerys el apoyo de las Islas del Hierro en su conquista del Trono de Hierro. Sin embargo, Victarion no tiene pensado seguir las órdenes de su hermano, y planea casarse con Daenerys él mismo.

### Danza de dragones
La Flota de Hierro, con Victarion al mando, parte hacia Meereen. Victarion viaja en su buque Victoria de Hierro con una esclava, regalo de su hermano Euron, y un maestre. Por el camino, Victarion se resiente de las heridas provocadas por su combate con Ser Talbert Serry, y su herida en la mano comienza a infectarse. El maestre se muestra incapaz de curarle, y Victarion empieza a sospechar que lo está envenenando por indicación secreta de su hermano Euron. Más adelante, Victarion rescata de un naufragio a un sacerdote de la Fe de R'hllor llamado Moqorro, que logra curar su mano herida usando su magia roja, y se gana así su confianza. Convertido Moqorro en su consejero personal, Victarion ordena matar al maestre creyendo que así atraerá mejores vientos, e incluso acepta la Fe de R'hllor, compatibilizándola con propia su fe en el Dios Ahogado. De camino a Meereen Victarion va capturando, uno tras otro, barcos de esclavos, e incorporándolos a su flota: en todos ellos masacra a los mercaderes, y 'libera' a los esclavos a su peculiar modo, incluyendo sacrificios rituales de bellas esclavas al Dios Ahogado. Cuando llega a las inmediaciones de la gran ciudad, Victarion ordena sacar el Cuerno Dragón.